# امنانکورت
امنانکورت (به فرانسوی: Amenoncourt) یک کامین در فرانسه است که در Canton of Blâmont واقع شده‌است.

## خصوصیات
امنانکورت ۷٫۲۳ کیلومترمربع مساحت و ۹۴ نفر جمعیت دارد و ۳۱۶ متر بالاتر از سطح دریا واقع شده‌است.